# Жабай
Жаба́й — река в Казахстане, правый приток Ишима. Длина реки — 196 км. Площадь водосборного бассейна — 8800 км². Река протекает по территории Сандыктауского и Атбасарского районов, имеет 14 притоков. Берёт начало на склоне горы Малиновой.
Высота устья — 266 м над уровнем моря.

## Описание
Ихтиофауну реки составляют: карась, линь, окунь, плотва, щука, язь и другие виды рыб.
Входит в Ишимский водохозяйственный бассейн Республики Казахстан. Вместе с реками Колутон, Терисаккан, Акканбурлык и Иманбурлык входит в Ишимский речной бассейн. Замерзает в начале (в отдельные годы в середине) ноября, вскрывается в середине апреля.
Под названием «Атбасарка» упоминается в Энциклопедическом словаре Ф. А. Брокгауза и И. А. Ефрона.

## Населённые пункты
На реке расположены города и сёла Сандыктау, Балкашино, Максимовка, Владимировка, Новый Городок, Покровка, Борисовка, Атбасар.

## Водный режим
Сток реки имеет сильно выраженную сезонную и многолетнюю неравномерность. Расходы воды в разные годы могут различаться в десятки и сотни раз, что значительно осложняет хозяйственное использование ресурсов реки.
В 2014 году произошло одно из самых больших наводнений в истории Атбасара. Из-за резкого потепления 8-9 апреля до +14 °C степные талые воды интенсивно хлынули в реку Жабай, где ещё не растаял лёд, и подтопили 559 домов на 12 улицах города.
В апреле 2017 года в Атбасаре из-за высокого уровня воды (6,1 метра при критическом в 3,45), дождя и ветра, создающего волну, в четырех местах была размыта защитная дамба. Подтоплению подверглись более 400 домов, эвакуированы 1374 человека. Уровень воды поднялся на 2,6 метра выше критического и на 80 сантиметров превысил уровень наводнения 2014 года.

## Притоки
- Жыландинка (пр)[3]
- Ащылы (лв)[3]
- Саркырама (лв)[6]
- Кабаний Ключ (лв)[6]
- Айдабулка (лв)[2]
- Сарымсакты (лв)[2]